# Daytona USA: Championship Circuit Edition
Ne doit pas être confondu avec Daytona USA: Circuit Edition ou Daytona USA: C.C.E. Net Link Edition.
Daytona USA: Championship Circuit Edition est un jeu vidéo de course de NASCAR sorti sur Saturn en 1996. Le jeu a été développé par Sega CS et édité par Sega (Europe et Amérique du Nord), Tec Toy (Brésil) et Samsung (Corée). Il fait partie de la série Daytona USA, dont il représente la deuxième adaptation sur Saturn.

## Système de jeu

### Généralités
Daytona USA: Championship Circuit Edition est un jeu vidéo de course dans lequel les joueurs pilotent des voitures de catégorie stock-car ; la conduite est de type arcade, c'est-à-dire que la prise en main des véhicules est immédiate, au contraire des simulations dans lesquelles le réalisme prime. En dehors du premier circuit sur lequel les véhicules sont déjà élancés avant le signal, les départs sont arrêtés sur une grille ; jusqu'à 40 compétiteurs participent aux courses. Un compte à rebours débute au lancement de chacune d'elles ; lorsque les joueurs franchissent des étapes, appelées check points, une durée supplémentaire est accordée. La course se termine lorsqu'un joueur humain a franchi la ligne d'arrivée, où lorsque le compte à rebours est écoulé.
Le jeu peut être utilisé avec une manette classique, mais aussi avec l'Arcade Racer Joystick, le volant officiel de la console, ou avec le 3D Control Pad de NiGHTS into Dreams….

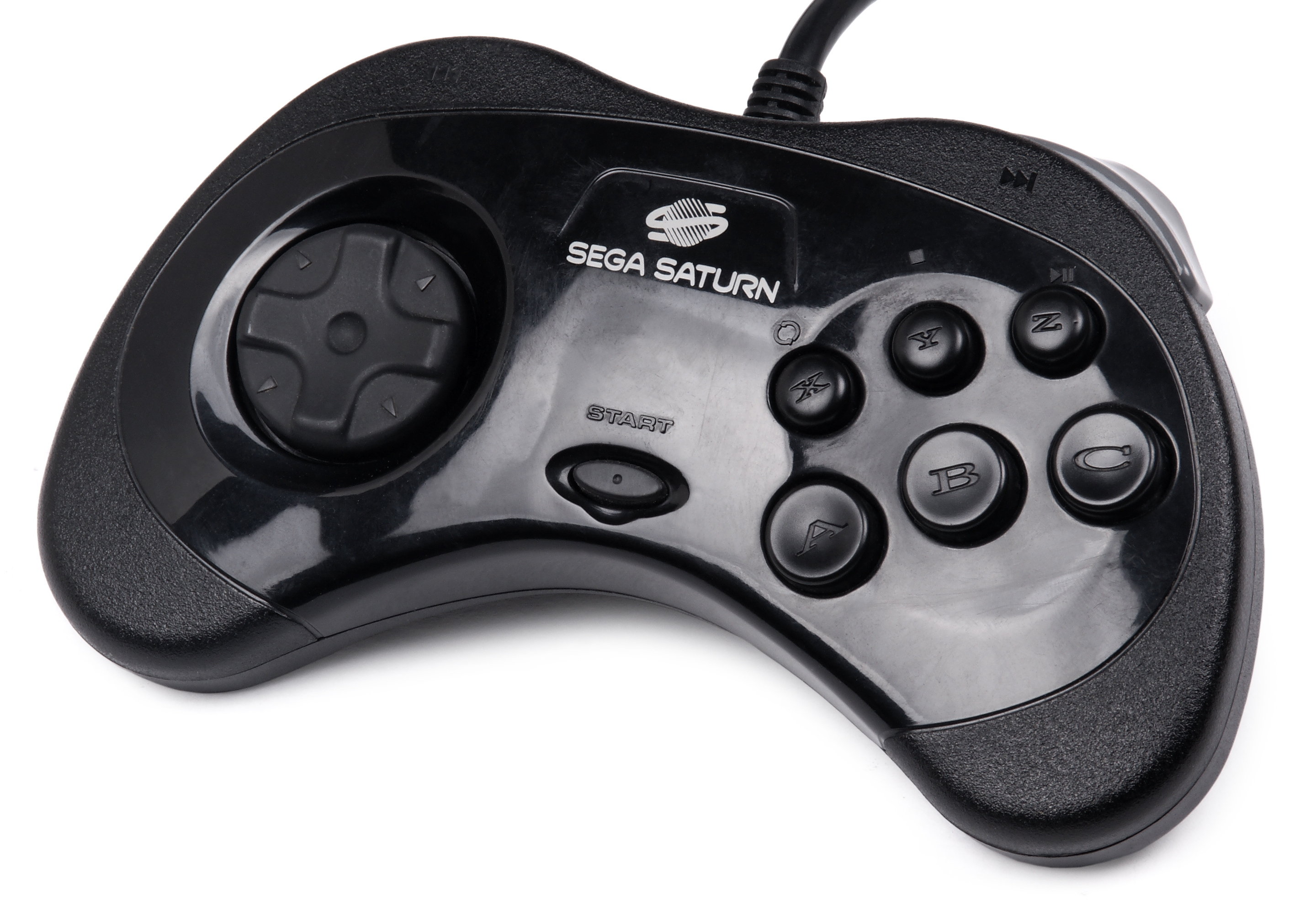
Le second modèle du Control Pad, une des manettes classiques de la console.
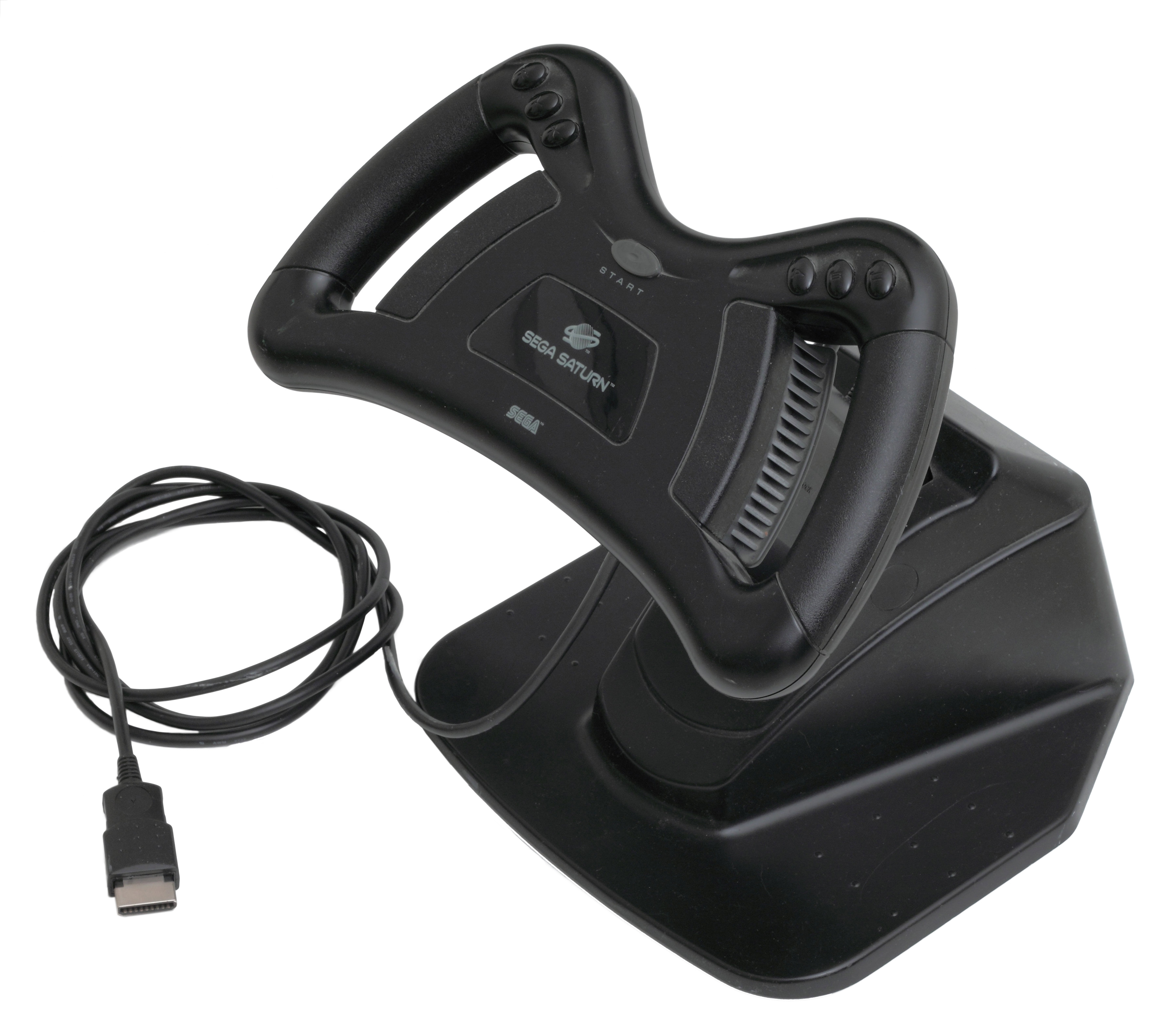
L'Arcade Racer Joystick, le volant officiel de la console.
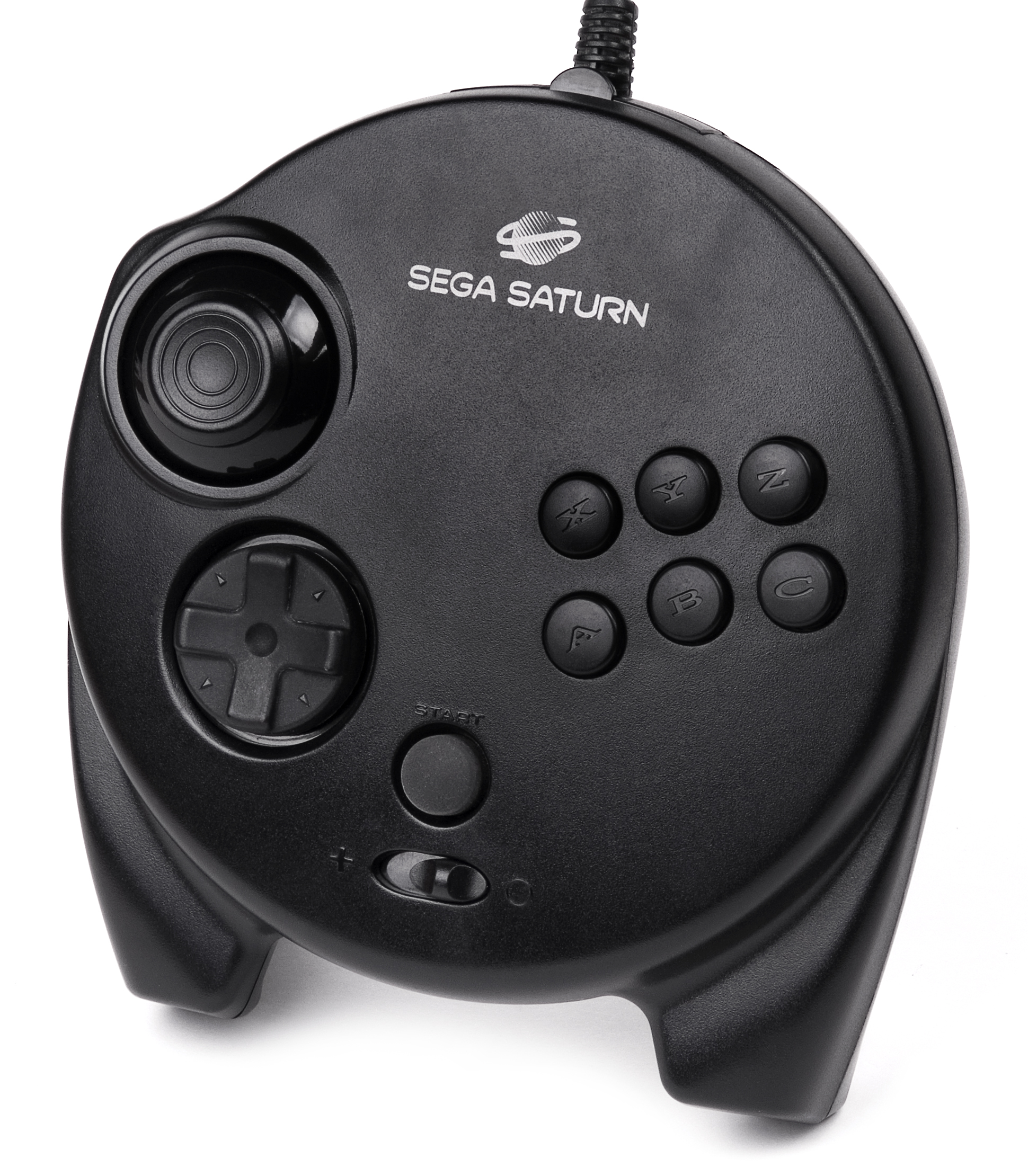
Le 3D Control Pad, la manette analogique de la console.

### Différences avecDaytona USA
Daytona USA: Championship Circuit Edition est une version retravaillée de Daytona USA, sorti sur Saturn en 1995. Excepté les trois circuits du précédent jeu, le reste du contenu, dont les véhicules, est différent ; deux nouvelles pistes, de difficulté plus élevée que les anciennes, font leur apparition et les options proposées (mode deux joueurs en split screen horizontal, mode fantôme (ghost), replay, etc.) sont similaires à celles présentes dans la version Saturn de Sega Rally Championship, développée par la même équipe, Sega CS,,.
Alors que la précédente version n'en offrait que deux au commencement, Daytona USA: Championship Circuit Edition propose huit véhicules distincts dès le début du jeu, chacun bénéficiant de caractéristiques différentes.
Le joueur dispose toujours des quatre vues habituelles — deux subjectives (une à la place du véhicule, au ras du sol, et une à la place du pilote, avec capot visible) et deux objectives (derrière le véhicule : une proche et une éloignée),.
En mode deux joueurs, il est possible de définir une avance au départ de la course pour l'un des deux adversaires, ainsi que d'activer une option, appelée slower car boost, permettant au dernier d'accélérer plus rapidement et d'avoir une vitesse de pointe plus élevée, dans le but d'une compétition plus serrée.

## Développement
Des améliorations techniques et graphiques ont été apportées depuis le premier Daytona USA : les textures sont plus fines, le jeu est plus fluide et des animations ont été ajoutées dans les décors, telles qu'un train qui passe ou des manèges en mouvement, sans que cela ne provoque de ralentissement.
Les anciennes musiques ont été remixées et les paroles supprimées ; de nouveaux thèmes font également leur apparition. Les effets sonores ont été améliorés, avec notamment l'utilisation d'effets Doppler.
Lors des premières annonces de développement du jeu, la présence d'un mode permettant d'éditer des circuits a été dévoilée ; néanmoins, Sega annonce quelques semaines avant la sortie que cette option est annulée.

## Réception

### Sortie
En raison d'une forte demande des Européens, la version PAL de Daytona USA: Championship Circuit Edition est exceptionnellement sortie avant les autres, le 14 novembre 1996, bien qu'annoncée pour janvier 1997 ; elle est suivie de peu par la version américaine, laquelle se révèle être quasiment identique.
À l'inverse, la version japonaise, annoncée pour novembre 1996, est finalement annulée pour être remplacée par Daytona USA: Circuit Edition, sorti le 24 janvier 1997, soit presque trois mois plus tard ; bénéficiant d'un développement plus soigné, de corrections apportées à la maniabilité des véhicules et de nombreux ajouts (dont plusieurs fonctions de jeu en ligne), elle est considérée comme la meilleure de toutes les versions de Daytona USA lors de sa sortie, avant que Daytona USA: C.C.E. Net Link Edition ne sorte sur Saturn américaine en février 1998.

### Accueil
Daytona USA: Championship Circuit Edition est globalement bien accueilli. Selon GameSpot, « graphiquement, Daytona USA CCE écrase le jeu original » ; le site web salue « l'action plus fluide, l'animation plus réaliste et les textures plus vives » et le fait que « le « pop-up » est pratiquement devenu une affaire du passé ».
Le principal reproche se rapporte à sa maniabilité, jugée inférieure au premier jeu : selon Sega Mag « la conduite n'est plus aussi précise et intuitive ». Le site préfère Daytona USA: Circuit Edition (sorti uniquement au Japon), pour toutes les améliorations techniques et de contenu apportées et surtout Daytona USA: C.C.E. Net Link Edition (sorti uniquement aux États-Unis), qu'il qualifie d'« ultime version », notamment en raison du fait qu'il soit possible d'affronter un autre joueur sur Internet grâce au Sega Net Link.

### Postérité
En février 1998, le magazine britannique Saturn Power dresse un « top 100 » des jeux Saturn européens et positionne Daytona USA: Championship Circuit Edition à la 18e place, derrière Manx TT Super Bike, et le nomme 5e meilleur jeu de course de la console, également derrière Manx TT Super Bike.